# Korgcell

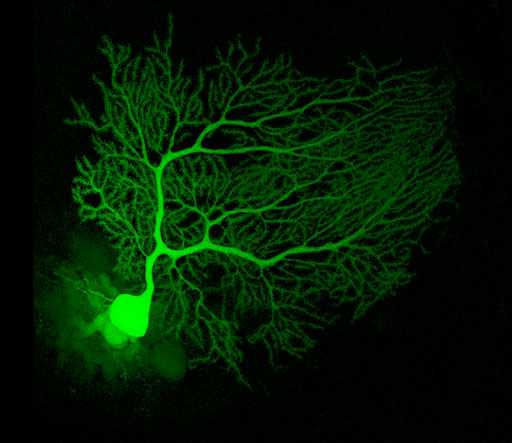
Purkinjecellen – den för cerebellum väldigt centrala cellen. Det är purkinjecellen som korgcellen har en kraftigt inhiberande förmåga på.

Korgceller (eng. basket cells) är medelstora GABAerga neuron som finns djupt nere i cerebellums lamina molekylaris.  Korgceller bildar synapser på purkinjecellers soma, och är de lokala interneuron med starkast inhiberande förmåga på purkinjecellerna. Korgcellerna tillhandahåller lateral inhibition purkinjecellerna emellan, vilket resulterar i en spatialt mer fokuserad fördelning av purkinjecellsaktivitet.  
Andra typer av lokala inhiberande interneuron i cerebellära cortex är golgiceller och stellatceller.